# Thulay
Thulay est une commune française située dans le département du Doubs, la région culturelle et historique de Franche-Comté et la région administrative Bourgogne-Franche-Comté.
Les habitants de Thulay sont appelés les Renards.

## Géographie

### Climat
Pour des articles plus généraux, voir Climat de la Bourgogne-Franche-Comté et Climat du Doubs.
En 2010, le climat de la commune est de type climat de montagne, selon une étude du Centre national de la recherche scientifique s'appuyant sur une série de données couvrant la période 1971-2000. En 2020, Météo-France publie une typologie des climats de la France métropolitaine dans laquelle la commune est dans une zone de transition entre le climat semi-continental et le climat de montagne et est dans la région climatique  Jura, caractérisée par une forte pluviométrie en toutes saisons (1 000 à 1 500 mm/an), des hivers rigoureux et un ensoleillement médiocre. 
Pour la période 1971-2000, la température annuelle moyenne est de 9,1 °C, avec une amplitude thermique annuelle de 17,1 °C. Le cumul annuel moyen de précipitations est de 1 040 mm, avec 13,2 jours de précipitations en janvier et 11 jours en juillet. Pour la période 1991-2020, la température moyenne annuelle observée sur la station météorologique de Météo-France la plus proche, « Saint-Dizier-L'eveque_sapc », sur la commune de Saint-Dizier-l'Évêque à 9 km à vol d'oiseau, est de 10,1 °C et le cumul annuel moyen de précipitations est de 1 099,4 mm. 
La température maximale relevée sur cette station est de 37 °C, atteinte le 13 août 2003 ; la température minimale est de −17,4 °C, atteinte le 20 décembre 2009,,. 
Les paramètres climatiques de la commune ont été estimés pour le milieu du siècle (2041-2070) selon différents scénarios d'émission de gaz à effet de serre à partir des nouvelles projections climatiques de référence DRIAS-2020. Ils sont consultables sur un site dédié publié par Météo-France en novembre 2022.

## Urbanisme

### Typologie
Au 1er janvier 2024, Thulay est catégorisée commune rurale à habitat dispersé, selon la nouvelle grille communale de densité à 7 niveaux définie par l'Insee en 2022.
Elle est située hors unité urbaine. Par ailleurs la commune fait partie de l'aire d'attraction de Montbéliard, dont elle est une commune de la couronne,. Cette aire, qui regroupe 137 communes, est catégorisée dans les aires de 50 000 à moins de 200 000 habitants,.

### Occupation des sols
L'occupation des sols de la commune, telle qu'elle ressort de la base de données européenne d’occupation biophysique des sols Corine Land Cover (CLC), est marquée par l'importance des forêts et milieux semi-naturels (59,4 % en 2018), une proportion identique à celle de 1990 (59,4 %). La répartition détaillée en 2018 est la suivante : 
forêts (59,4 %), zones agricoles hétérogènes (34,9 %), prairies (5,8 %). L'évolution de l’occupation des sols de la commune et de ses infrastructures peut être observée sur les différentes représentations cartographiques du territoire : la carte de Cassini (XVIIIe siècle), la carte d'état-major (1820-1866) et les cartes ou photos aériennes de l'IGN pour la période actuelle (1950 à aujourd'hui).

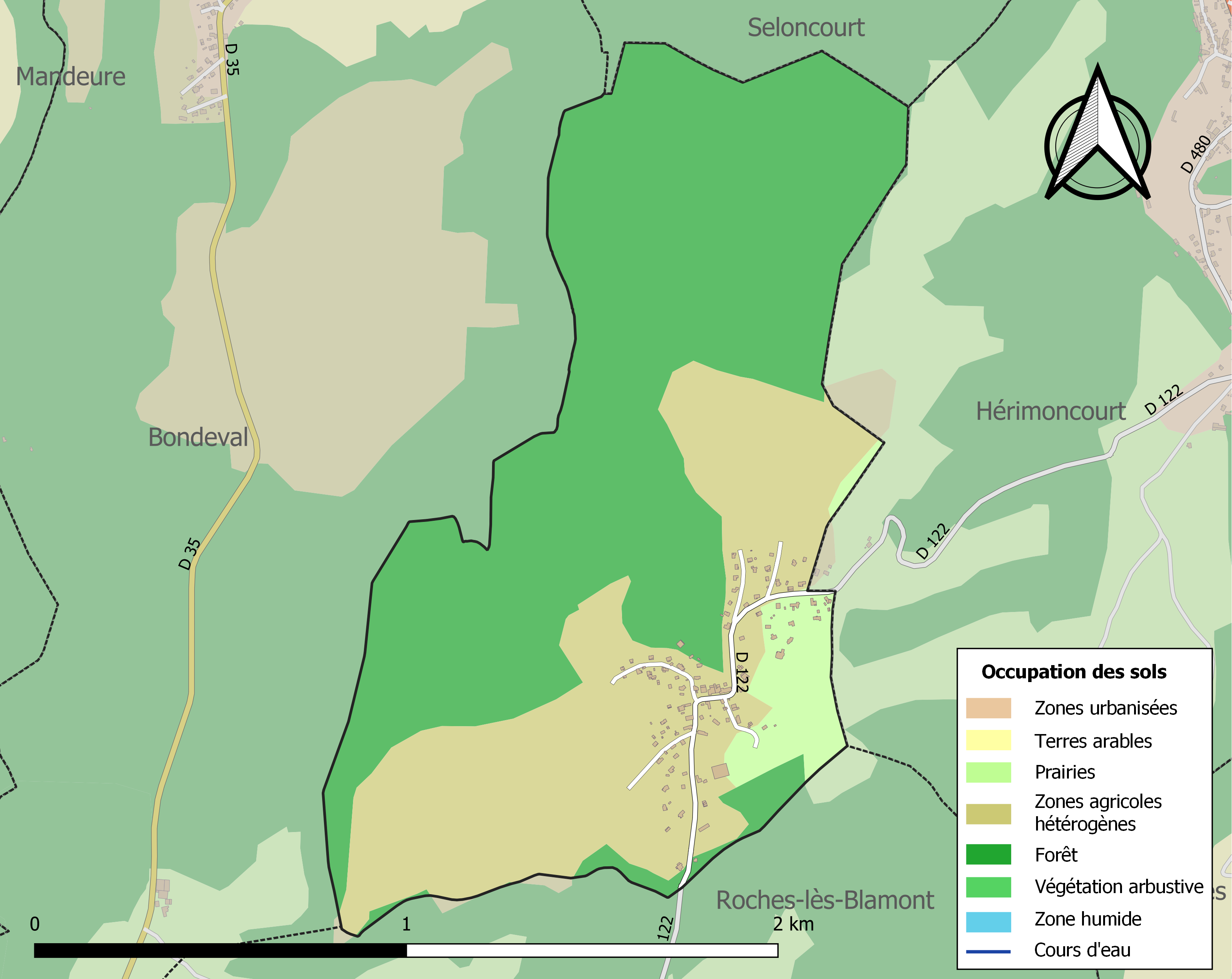
Carte des infrastructures et de l'occupation des sols de la commune en 2018 (CLC).

## Histoire
Turlay en 1170 ; Turlaie en 1182 ; Tollar en 1196 ; La Grange de Turlay, Theulay au XVe siècle ; Tulay en 1765 ; Tulay en 1840.
Nommé aussi Tulay, Turlay ou Tollar, ce village est cité pour la première fois en 1170 dans une charte par laquelle Valner, chevalier de Damjustin, donne sa terre à l'abbaye Notre-Dame de Belchamp : "terram suam quam habuit apud Turlay". Dix ans plus tard ce village est désigné sous le nom de "colonge" (exploitation sur laquelle un colon a été établi par le propriétaire du lieu) dans une bulle du pape Lucius III. Dans le courant du XIIIe siècle il est la propriété d'Elvis de Thulay épouse de Thibaud Ier de Vergy, seigneur de Belvoir. De là, la "grange de Thulay", comme elle est à nouveau nommée, passe dans la maison de Neuchâtel et est rattachée à la châtellenie de Blamont. Celle-ci est acquise par Ulrich VI de Wurtemberg, comte de Montbéliard, en 1506. En 1524 Ulrich donne la jouissance du lieu à Jean-Henri et Nicolas Mégnin ainsi qu'à Jean Monnier, tous trois d'Hérimoncourt. En 1587 le hameau est incendié. En 1660 Jeanne Vuillin, accusée de sorcellerie, est décapitée et immolée. En 1693 les héritiers des frères Mégnin vendent leurs droits à Adam Mégnin et à Jacques Cousandier. Dans le même temps le duc de Montbéliard donnait en fief le territoire à Jean-Rodolphe de Sponeck. En 1750 la communauté de Thulay se compose de neuf familles réparties dans cinq maisons.

## Héraldique
|  | Les armes de la commune se blasonnent ainsi : Parti : au 1) d’or aux trois demi ramures de cerf de sable posées en fasce et rangées en pal, au 2) de gueules aux deux bars adossés d’or ; sur le tout, au chef de sinople chargé d’un loup courant d’argent. |

## Politique et administration
| Période                                  | Période       | Identité                                        | Étiquette | Qualité  |
| ---------------------------------------- | ------------- | ----------------------------------------------- | --------- | -------- |
| avant 1988                               | ?             | Pierre Vurpillot                                |           |          |
| mars 2001                                | 2014          | Rémi Lapprand                                   |           |          |
| mars 2014                                | novembre 2021 | Philippe Boiteux Réélu pour le mandat 2020-2026 | DVG       | Retraité |
| Les données manquantes sont à compléter. |               |                                                 |           |          |

## Démographie
L'évolution du nombre d'habitants est connue à travers les recensements de la population effectués dans la commune depuis 1793. Pour les communes de moins de 10 000 habitants, une enquête de recensement portant sur toute la population est réalisée tous les cinq ans, les populations de référence des années intermédiaires étant quant à elles estimées par interpolation ou extrapolation. Pour la commune, le premier recensement exhaustif entrant dans le cadre du nouveau dispositif a été réalisé en 2007.

En 2022, la commune comptait 206 habitants, en évolution de −5,94 % par rapport à 2016 (Doubs : +1,88 %, France hors Mayotte : +2,11 %).
| 1793 | 1800 | 1806 | 1821 | 1831 | 1836 | 1841 | 1846 | 1851 |
| ---- | ---- | ---- | ---- | ---- | ---- | ---- | ---- | ---- |
| 65   | 58   | 61   | 52   | 84   | 92   | 86   | 89   | 75   |

| 1856 | 1861 | 1866 | 1872 | 1876 | 1881 | 1886 | 1891 | 1896 |
| ---- | ---- | ---- | ---- | ---- | ---- | ---- | ---- | ---- |
| 83   | 79   | 80   | 87   | 91   | 85   | 102  | 124  | 112  |

| 1901 | 1906 | 1911 | 1921 | 1926 | 1931 | 1936 | 1946 | 1954 |
| ---- | ---- | ---- | ---- | ---- | ---- | ---- | ---- | ---- |
| 105  | 117  | 133  | 98   | 106  | 93   | 77   | 65   | 72   |

| 1962 | 1968 | 1975 | 1982 | 1990 | 1999 | 2006 | 2007 | 2012 |
| ---- | ---- | ---- | ---- | ---- | ---- | ---- | ---- | ---- |
| 93   | 95   | 105  | 119  | 140  | 172  | 204  | 208  | 226  |

| 2017 | 2022 | - | - | - | - | - | - | - |
| ---- | ---- | - | - | - | - | - | - | - |
| 218  | 206  | - | - | - | - | - | - | - |